# Opéra comique

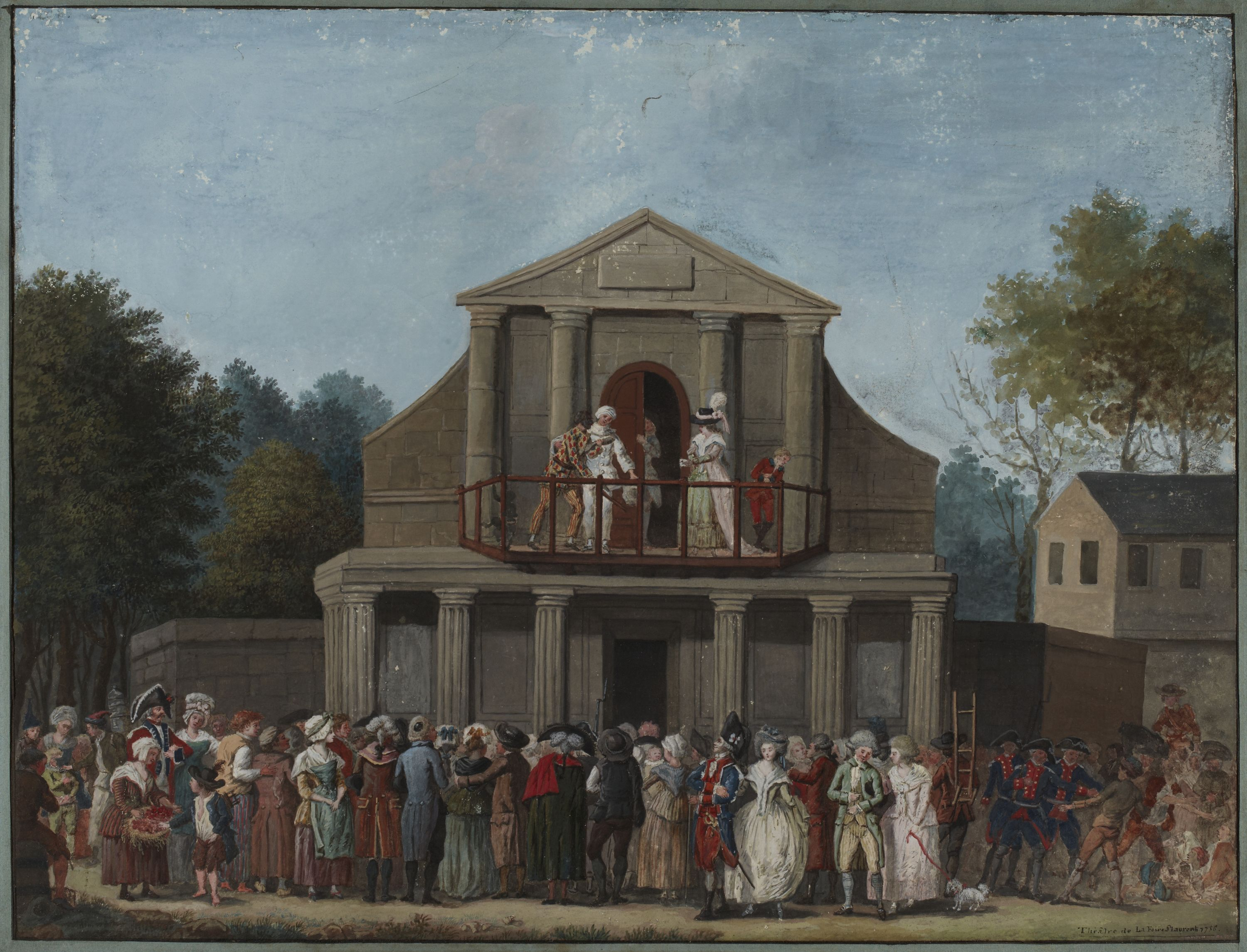
Opéra comique má kořeny na pařížských trzích 18. století, zde Foire Saint-Laurent

Opéra comique (též psáno opéra-comique) je v Paříži vzniklý a především francouzský operní žánr, při němž nejsou hudební čísla propojena recitativy, ale mluvenými dialogy. Je příbuzná německému singspielu, italské opeře buffě, klasické španělské zarzuele nebo anglické ballad opera.
Přes svůj název nemusí být pouze komického charakteru, ale často i romantického a historického; vůbec nejslavnější opera tohoto žánru, Bizetova Carmen, je tragédie. Opéra comique vznikla v první polovině 18. století v kontrastu k dvorské tzv. tragédie lyrique a doznívá ve 2. polovině 19. století, kdy z ní vzniká na jedné straně tzv. opéra lyrique, na druhé straně offenbachova opéra bouffe. Nejčastěji má tři dějství. Dějiny žánru jsou úzce spojeny se stejnojmenným pařížským divadlem (Théâtre de l'Opéra-Comique).

## Pojem "opéra comique"
Žánr "opéra comique" je obtížné vymezit a jeho definice se také v průběhu času měnila.
"Opérou comique" se především rozumí žánr opery francouzské. Díky popularitě Paříže jako hudebního centra je mezi jejími tvůrci řada nefrancouzů (Němci Christoph Willibald Gluck, Giacomo Meyerbeer a Friedrich von Flotow, Italové Egidio Duni, Luigi Cherubini a Gaetano Donizetti, Angličan George Onslow, Malťan Nicolas Isouard, Čech Josef Kohout). Díla žánru opéra comique francouzské provenience byla záhy hrána v celé Evropě a ovlivňovala vývoj jiných domácích typů opery (německý singspiel, italská buffa) nebo jednotlivých děl (např. opery Michaela Williama Balfeho, Bedřicha Smetany, Stanisława Moniuszka), ta však zpravidla přímo jako "opéra comique" označována nejsou.
Co do námětů převažují u opéry comique náměty veseloherní, nikoli však výlučně. Od počátku byly využívány i náměty historické, romantické nebo sentimentální, později též dramatické a tragické; tyto aspekty byly často ještě posíleny při adaptacích pro němeecké divadlo, ze kterých druhotně vycházely i adaptace české. Hlavní bylo prvotní odlišení opéry comique od vážné opery (nazývané ve Francii tragédie lyrique), jejíž náměty se omezovaly na řeckou mytologi a klasickou tragédii, k jejíž definici mimo jiné patřilo, že hlavní jednající postavy pocházejí z vysokých vrstev společnosti (typicky šlechty). Vážná opera byla i právními výsadami pro dvorské divadlo vyhrazena. Všechny ostatní náměty nacházely odezvu v opéra comique, kterou si osvojilo zejména měšťanské publikum. Proto typicky nevyužívá mytologické náměty, nýbrž látku z historie či přítomnosti, a - v kontrastu s dvorskou operou - její postavy alespoň zčásti pocházejí z nešlechtických vrstev. Po Velké francouzské revoluci se oba proudy opery námětově sbližovaly a ve 2. polovině 19. století tento rozdíl definitivně zanikl.

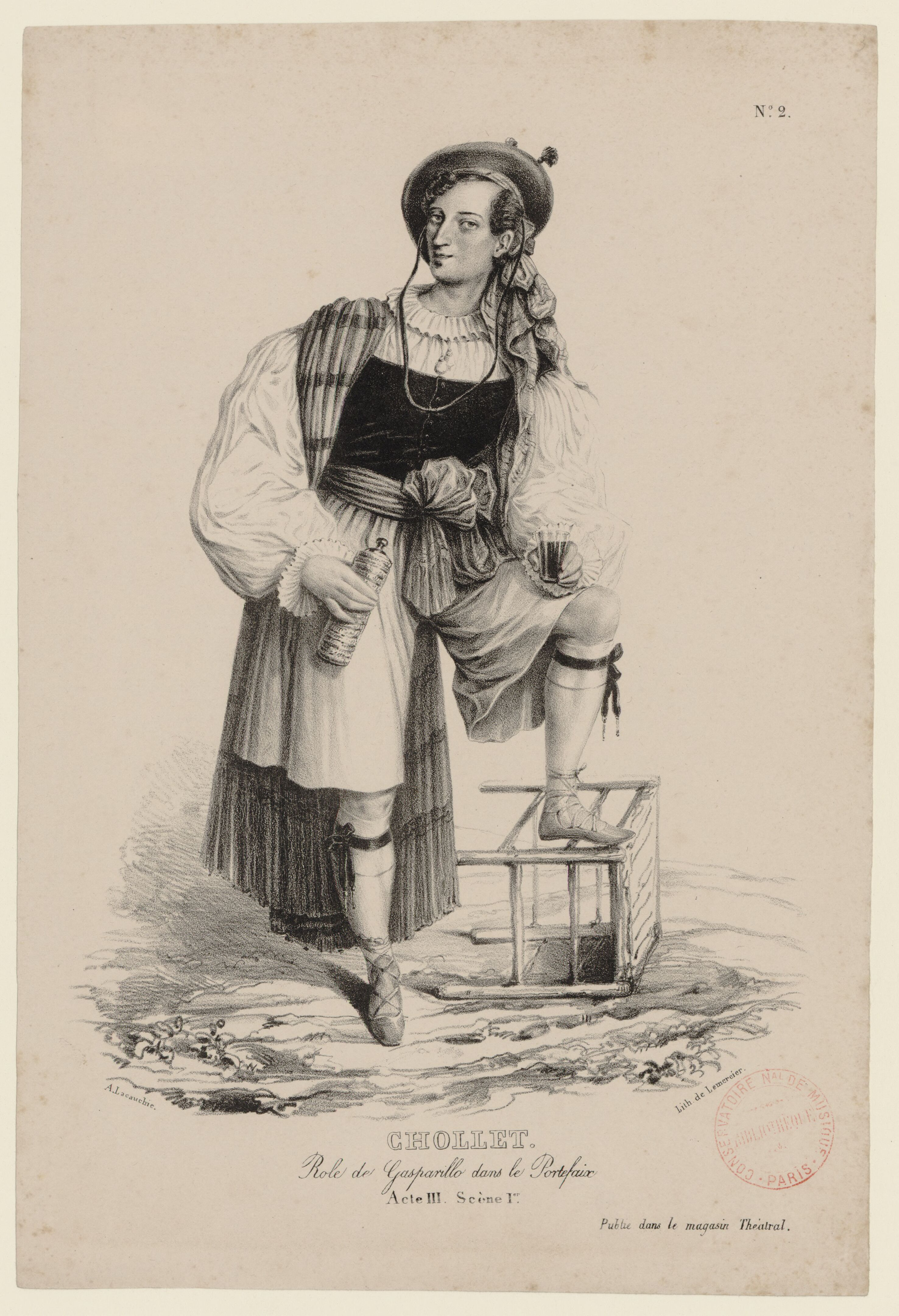
Tenor Jean-Baptiste Chollet se proslavil v Héroldových a Auberových komických operách, zde jako Gasparillo v Colomerově Le Portefaix (1834)

Dalším rysem, kterým se opéra comique odlišovala od "vážného" proudu opery (reprezentované po éře tragédie lyrique mj. žánry grand opéra a opéra lyrique), byla přítomnost mluvených dialogů. To souviselo se specifickou situací, kdy bylo v Paříži po dlouhou dobu uvádění plně prokomponovaných oper ve francouzském jazyce vyhrazeno Pařížské opeře a ostatní divadla musela do případných hudebně dramatických představení zakomponovat mluvené slovo. Poté, co se vytratilo námětové rozlišení, byla přítomnost mluvených dialogů jediným spolehlivým kritériem pro rozlišení obou žánrů. Přítomností mluveného slova se opéra comique odlišovala od jinak příbuzné italské opery buffy, která byla v Paříži rovněž přítomna. Mimo Francii byla díla tohoto žánru často uváděna s doplněnými recitativy namísto mluvených dialogů tam, kde to odpovídalo praxi daného divadla.

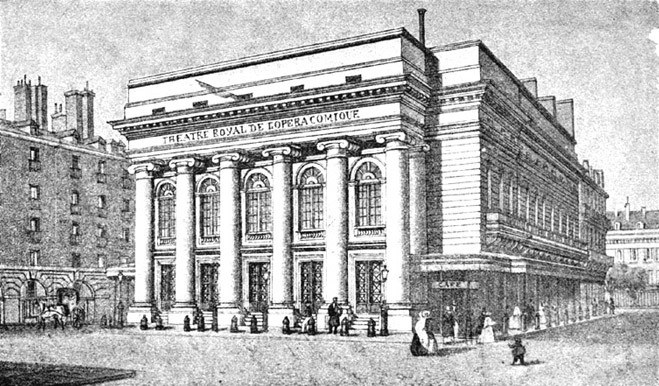
Tzv. druhý Salle Favart, sídlo Théâtre de l'Opéra-Comique v letech 1840-1887

Na druhé straně se opéra comique vymezovala oproti méně náročným hudebně dramatickým dílům. Od vaudevillu (nebo přesněji řečeno comédie en vaudeville), ze které vznikla, se lišila především skladatelskou originalitou (hudební čísla pocházejí zpravidla od jednoho skladatele a jsou zkomponována speciálně pro danou operu) a uměleckou náročností hudebních čísel. Umělecká náročnost také odlišuje opéru comique od operety jakožto jednoho z jejích následnických žánrů. Toto kritérium přirozeně není exaktní a hranice mezi těmito žánry není samozřejmá.
Tvůrci, inscenátoři a kritici opéry comique navíc používali pro její označení různé termíny, u nichž často nelze přesně určit, zda se jedná jen o individuální variace nebo o samostatné (pod)žánry. Raná opéra comique byla často uváděna jako drame mêlé de chants nebo comédie mêlée d'ariettes (komedie proložená krátkými zpěvy). Pojem opéra buffon označoval zprvu prostě francouzskojazyčnou verzi italské opery buffy, později byl používán pro opéru comique se skutečně veseloherním dějem (k čemuž již slovo comique nestačilo).
Žánr opéra comique byl po celou dobu své existence úzce svázán s pařížským divadlem Théâtre de l'Opéra-Comique, které bylo v letech 1715-1847 jediným pařížským divadlem vedle samotné Pařížské opery, které smělo francouzsky zpívané opery provádět. Pro současníky spadal žánr opéra comique prakticky v jedno s repertoárem tohoto divadla.

## 18. století

### Počátky
Na pařížských jarmarečních divadlech byly od 17. století prováděny komedie s vloženými vaudevilly (známými melodiemi). Konkurence s italskými soubory v raném 18. století a vzrůstající zájem pařížského měšťanstva vedlo k postupnému zvyšování prestiže i úrovně těchto představení.

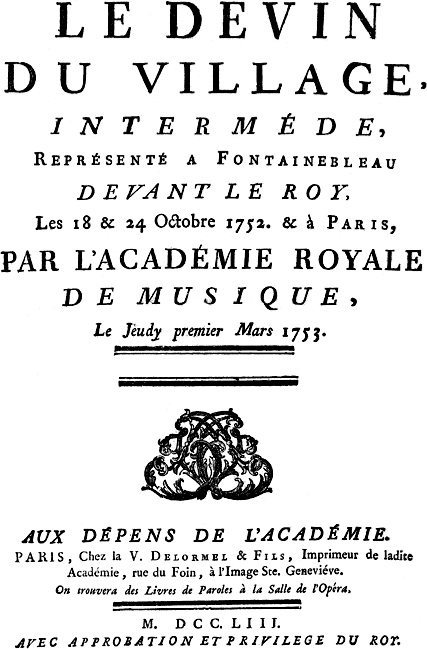
Rousseauův Vesnický věštec stojí u počátků skutečné opéry comique

Když byl roku 1714 zrušen (nikoli poslední) zákaz zpěvu na tržištích, sloučily se dvě francouzské divadelní společnosti do divadla Opéra-Comique, které mělo nabízet francouzskou alternativu italských oper. Operní parodie Télémaque Alaina Lesagea z roku 1715 nese jako jedno z prvních děl žánrové označení "opéra comique". Postupně se ustálilo, že v "komediích s vaudevilly" byly vkládány písně se známými nápěvy a novými texty, zatímco v pravé opéra comique byla i hudba nově složena. Nezřídka byly v jedné opeře použity (stará nebo nově napsaná) hudební čísla více skladatelů; tato praxe, i když čím dále řidší, přežívala do poloviny 19. století.
Rivalita mezi italskou a francouzskou hudbou se projevovala stále znovu. Když byl jistý italský operní soubor v Paříži roku 1752 opět velmi úspěšný, uvedl filosof a hudebník Jean-Jacques Rousseau se svým intermezzu Vesnický věštec (Le Devin du Village) opéru comique, která měla Italům s podporou královského dvora konkurovat. Rousseau, kterého úspěch těšil, ale který se nechtěl řadit ke konzervativní „francouzské“ straně (tedy příznivcům tragédie lyrique a zejména Rameaua), podnítil otevřeným dopisem (Lettre sur la musique française, 1753) tzv. den ..., když francouzskou operní hudbu paušálně odsoudil a jako zářivý příklad vynášel italskou operu buffu.
Jako její italské vzory (zejm. Služka paní - La serva padrona, 1733) popisuje Rousseauova krátká opera úspěch obyčejných lidí, ale na rozdíl od skutečně komické a satirické buffy ustupují komika a zápletka ve prospěch konstruktivních a pozitivních stránek děje. Ačkoli se Rousseau v této opeře pokoušel o francouzský recitativ, nebyl v tomto směru následován. Opéra comique se sice poučila od italské buffy, zůstala však u mluveného textu jarmarečních komedií. Ale střízlivý, sentimentální tón Vesnického věštce byl vzorem pro další „vážná“ díla tohoto žánru.

### První významní tvůrci

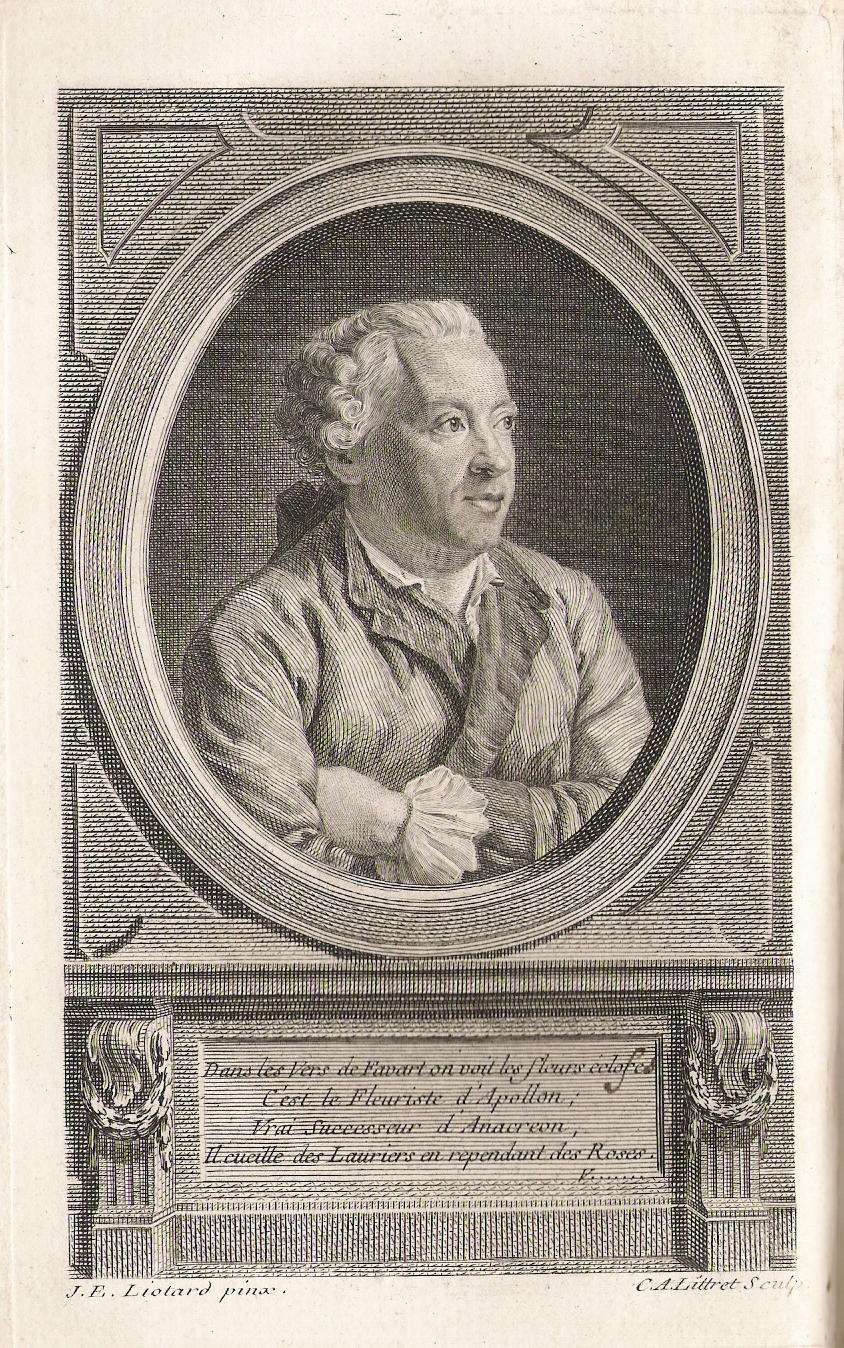
Básník Charles-Simon Favart měl zásadní vliv na formování rané opéry comique

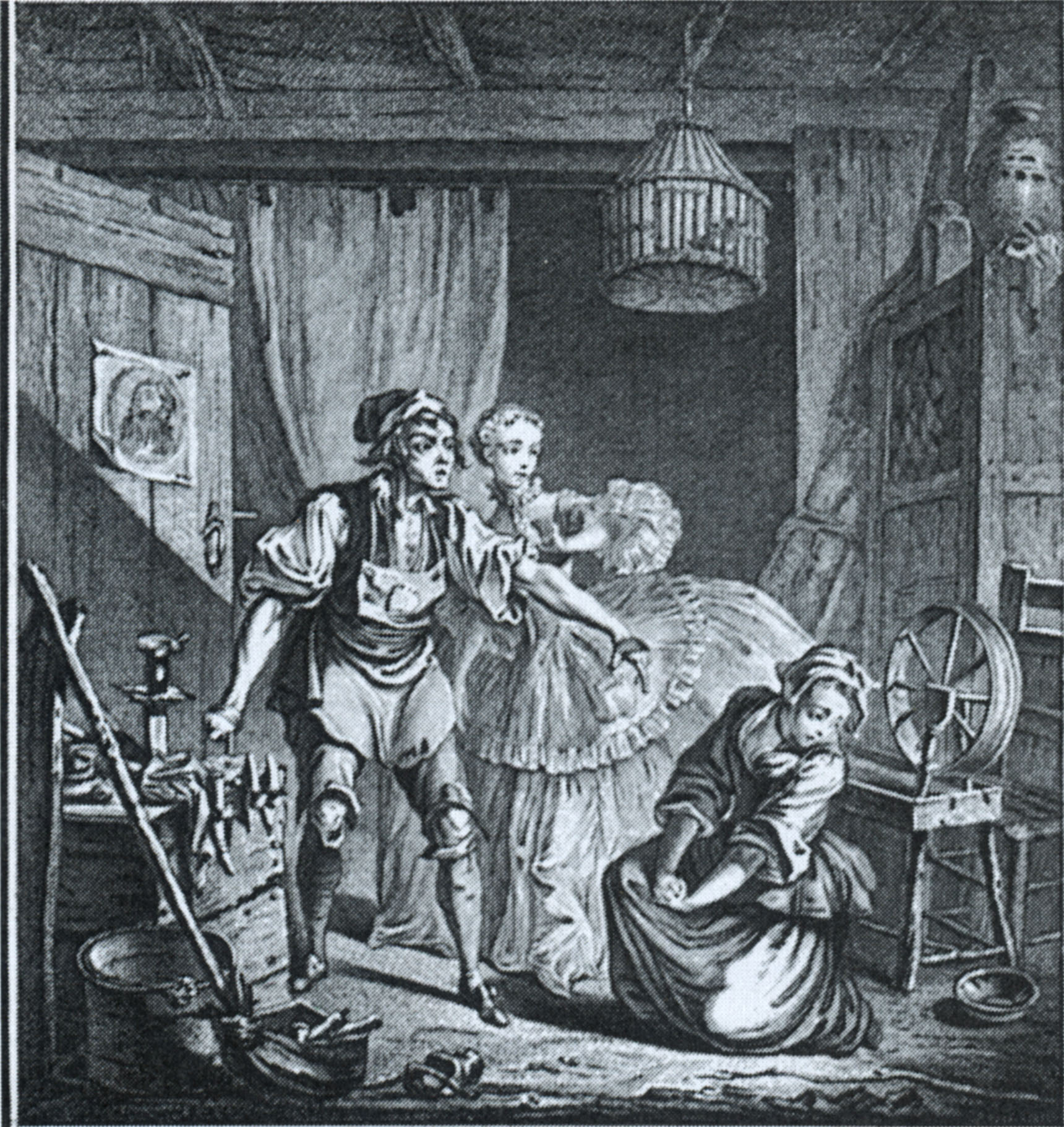
Sedainův Le diable à quatre je typický příklad komického námětu, který byl mnohokrát zhudebněn (zde roku 1756).

Opéra comique se tedy po polovině století „měšťanskou“ operní alternativou jednak ke dvorské tragédie lyrique jednak k „vulgárnímu“ vaudevillu. Skladatelé jako François-André Danican Philidor (1726-1795) nebo Pierre-Alexandre Monsigny (1729-1817) rozvíjeli její hudební prostředky.
Básník Charles Simon Favart (1712–1792) si kladl za zásluhu, že z opéry comique učinil operu pro „honnêtes gens“, měšťanstvo své doby. Spolupracoval například s básníkem a libretistou Michelem-Jeanem Sédainem, italským skladatelem Egidiem Dunim nebo s Antoinem Dauvergnem. Po něm byl pojmenován „Salle Favart“, domovská scéna opéry comique. Roku 1762 se Opéra-Comique sloučila s Comédie-Italienne a uváděla současně díla italského repertoáru, zejména buffy; tím spíše se nový francouzský žánr vyvíjel pod jejím vlivem, ale současně se vůči ní vymezoval. Skladatel Nicolas Dalayrac (1753–1809) zastupoval lehčí, komediálnější větev opéry comique. Jeho zpěvní party mohli ještě často zvládnout i činoherní herci. Skladatel André Grétry (1741–1813) je považován za předchůdce moderní, dramaticky a hudebně závažnější opéry comique. Jeho opera Richard Lví srdce (Richard Cœur-de-lion, 1784) obsahuje vícekrát se opakující vlasteneckou melodii, která často vykládána jako předstupeň pamětného motivu (leitmotivu - idée fixe).

### Působení ve středoevropském prostoru

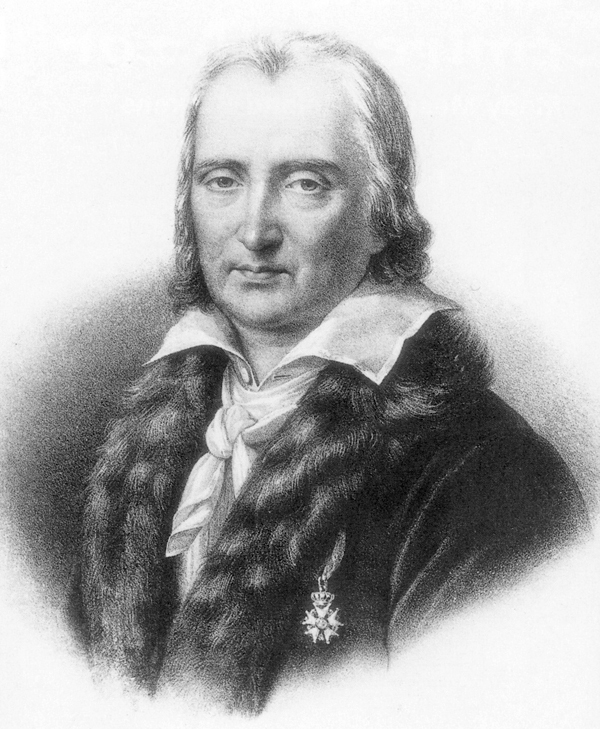
André-Ernest-Modeste Grétry

Hlavním prostředníkem vlivu pařížské opéry comique ve střední Evropě byl vídeňský císařský dvůr, zejména v době trvání francouzsko-rakouského politického spojenectví (1756-1791). Ve dvorském divadle byly dávány opery ve francouzštině a dokonce pro ně byly v tomto jazyce psány opery nové. Tak například Christoph Willibald Gluck (1714–1787) složil jako kapelník Francouzského divadla (Burgtheater) ve Vídni na francouzská libreta mezi lety 1758 a 1763 několik opér comique; poté se i zde prosadil německý singspiel.
Do českých zemí pronikla raná opéra comique především vídeňským prostřednictvím a v německých překladech a úpravách. Vyskytovala se na programu městských divadel (Divadlo V kotcích, brněnská Reduta) i na zámeckých divadlech (schwarzenberský Český Krumlov, haugvicovská Náměšť nad Oslavou). Zvláštní pověsti se těšil Grétry. Prvním představením opéry comique v češtině v Thámově Boudě byla Duniho Mlíkařka a oba myslivci roku 1786 nebo 1787.
V německojazyčné oblasti byla opéra comique obdivována a napodobována, ale její humor často nebyl chápán. Tak se z Les Amours de Bastien et Bastienne (1753) od Marie Duroncerayové, kousavé parodie na Rousseauova Vesnického věštce, stal v Mozartově německém zpracování jako Bastien und Bastienne (1768) opět pastorálně-sentimentální singspiel. Vedle parodistických děl ovšem existovaly i opéry comique s romantickým a sentimentálním dějem, které byly často ve středoevropském prostoru úspěšnější: příkladem je Méhulův Josef (1807), který byl hrán v němčině velmi často a i v českém překladu patřil ve své době mezi nejoblíbenější opery. Stal se vzorem pro řadu podobných německojazyčných oper, jako je například Rodina švýcarská (1809) Josepha Weigla, rovněž oblíbená na českém obrozeneckém divadle, a tato opera byla zase inspirací pro první českou operu, Škroupova Dráteníka.
Starší opéry comique tvořily daleko do 19. století nevyčerpatelnou zásobnici (přiznanou i nepřiznanou) překladů, přepracování a nových zhudebnění v jiných jazycích. Díky nenáročnosti na uvádění tvořily značnou část repertoáru menších scén, včetně soukromých nebo kočovných. Mezi obrozeneckými představeními v češtině ve Stavovském divadle tvořily překlady francouzských opér comique (přesněji řečeno jejich německých adaptací) značný podíl - hrál se Dalayrac, Cherubini, Grétry, Boieldieu, Isouard, Auber, Hérold. Rovněž v programu Prozatímního divadla zaujímaly značné místo: Cherubiniho Vodař byl vůbec první operou v němm provedenou. Jen postupně úlohu francouzské opéry comique přejímal domácí a náročnější světový repertoár.

## 19. století

### Nová orientace a vztah kvelké opeře

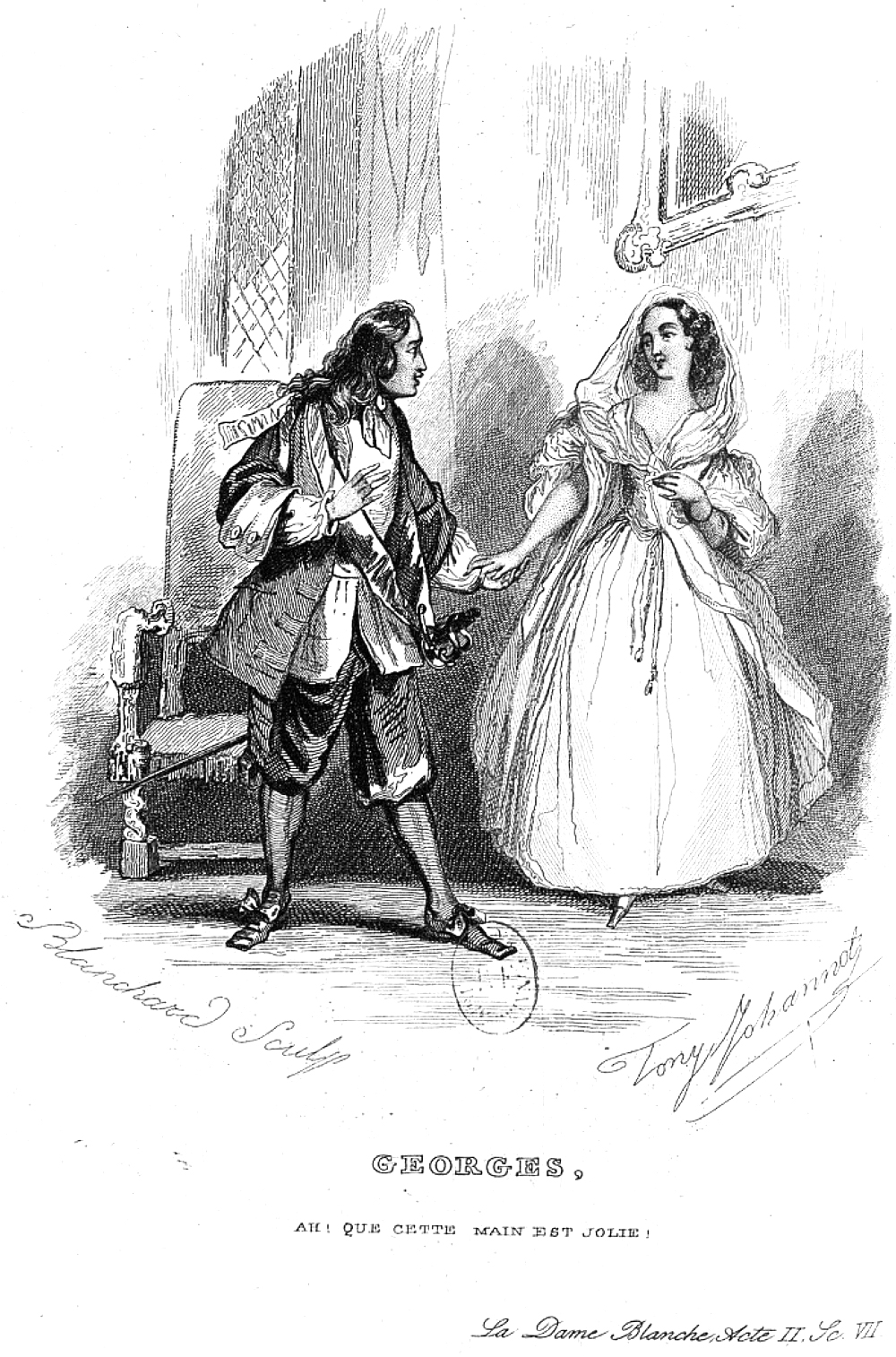
Boieldieova Bílá paní (1825), opéra comique romantického ražení

Velká francouzská revoluce otřásla prestiží dvorské tragédie lyrique jako vrcholného útvaru opery. V letech revoluce, císařství a restaurace procházela nesnadnou obnovou. Naopak opéra comique se dočkala velkého rozmachu a zejména námětového rozšíření. Námětem nových děl se stávaly revoluční události a jiné závažné společenské otázky, nevyhýbaly se ani tragickým látkám (Cherubiniho Lodoiska a Médea, Méhulova Stratonice), i když tradiční komické náměty rovněž nebyly opomíjeny. Reprezentanty této etapy opéry comique jsou mimo jiné díla Étienna-Nicolase Méhula (1763-1817), Nicolase Isouarda (1773-1818), Françoise Devienna (1759-1803), Luigiho Cherubiniho (1760-1842), Henriho Montana Bertona (1767-1844), Jeana-Françoise Lesueura (1760-1837), Charlese-Simona Catela (1773-1830). Opéru comique doby restaurace (1814-1830) reprezentují nejlépe François-Adrien Boïeldieu (1775–1834) nebo Ferdinand Hérold (1791-1833).
V této době se opéra comique stává rovněž náročnější a také citlivější na divadelní efekt, čímž obrodně působí i na zastaralou "vážnou" operu (tragédie lyrique). Není náhodou, že Daniel-François-Esprit Auber (1782–1871), nejvýznamnější skladatel opéry comique 19. století, je zároveň tvůrcem žánru "velké opery" (grand opéra) se svou Němou z Portici (1828). Také nejvýznamnější libretista té doby Eugène Scribe pracoval stejnou měrou a se stejným úspěchem pro oba žánry. Rovněž další mistři velké opery - Giacomo Meyerbeer a Jacques Fromental Halévy - se příležitostně věnovali i opeře comique. Oba typicky francouzské žánry ve druhé třetině 19. století plodně koexistovaly a zaznamenávaly triumfy po celé Evropě.

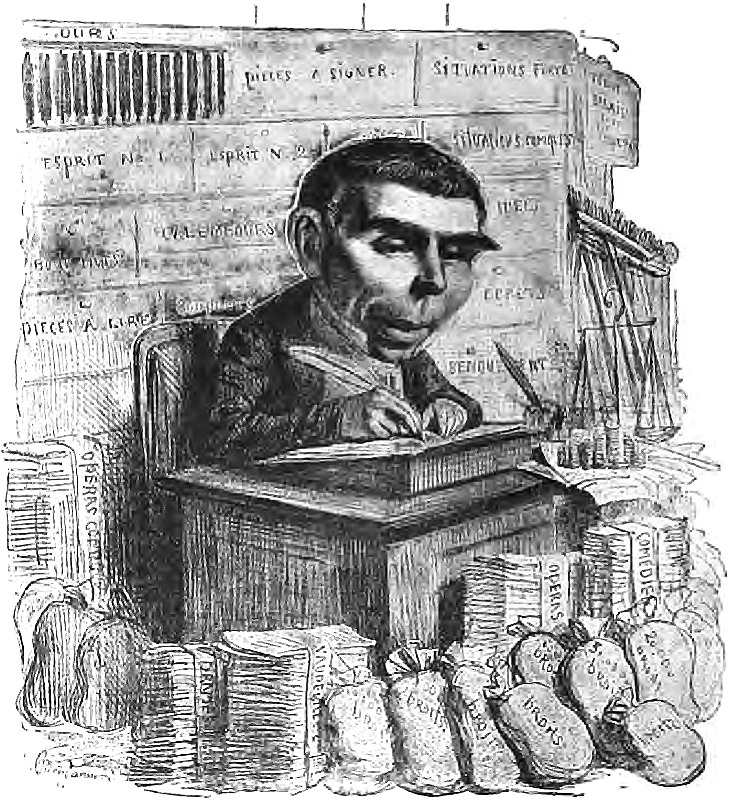
Karikatura Eugèna Scriba, nejplodnějšího (a nejlépe placeného) autora libret opéry comique

Na druhé straně nový rozmach vážné opery a změněná společenská situace za restaurace a červencové monarchie (1830-1848) ovlivnily výběr témat opéry comique. Ta se začíná vyhýbat společensky závažným nebo kontroverzním tématům a soustředí se na svou zábavní funkci, náměty jsou opět převážně komické nebo lyricko-sentimentální. Vedle Boieldieua a Aubera tento posun dokládají díla Adolpha Adama (1803-1856) nebo Alberta Grisara (1808-1869).
Po polovině 19. století se začíná vývoj opéry comique zřetelně delit do dvou větví. Tradiční komickou operu vedle pozdních děl Daniela Aubera, Adolpha Adama a Giacoma Meyerbeera reprezentují Aimé Maillart a Victor Massé; tento směr přechází do offenbachovské operety. Druhý směr se orientoval na psychologizaci, lyrizaci a intimizaci opery a stál tak v protikladu jak ke komické opeře, tak k "velké opeře", které obojí kladly důraz na děj. Novou generaci tohoto směru představovali Ambroise Thomas, Charles Gounod a Georges Bizet.

### Vymezení vůči operetě
Po celou dobu vývoje opéry comique vedle ní v menších městských a předměstských divadlech existoval vaudeville, ze kterého původně vznikla. Zatímco se opéra comique vyvíjela směrem k větší výpravnosti a hudební náročnosti, aby vyhověla měšťanskému publiku (tento vývoj se zvláště urychlil po roce 1848), ztratila úlohu skutečně lidového žánru. To jí vyčítal skladatel Jacques Offenbach a v pojednání z roku 1856 požadoval, aby se opéra comique obrodila jakožto „prostý a pravdivý žánr“ (le genre primitif et vrai) 18. století, protože z děl hraných v Théâtre de l'Opéra-Comique se mezitím staly „malé velké opery“ (grand opéra). Nabízenou alternativou byly Offenbachovy pařížské bouffonerie (sám je nazýval většinou opéra bouffe) v Théâtre des Bouffes-Parisiens. Offenbachova první opera provedená v Opéra-Comique Barkouf (1860), se psem v hlavní roli, přes libreto matadora opéry comique Eugèna Scriba propadla. Groteskně-komické kusy neměly na tomto místě již budoucnost. O mnoho lépe zde pak dopadly Offenbachovy následující opery Robinson Crusoe (1867) , Vert-Vert (1869) a Fantasio. (1872) a samozřejmě skvělé Hoffmannovy povídky (1881). Offenbachovi následovníci pak vytvořili již zcela odlišný a samostatný žánr, dnes nazývaný opereta (jeho tvůrci byli mj. Charles Lecocq, Robert Planquette, Louis Varney, Edmond Audran).
I druhá z velkých operetních škol, opereta vídeňská, vychází z francouzských vlivů více než z domácích tradic německého singspielu: za první vídeňskou operetu je považován Dívčí ústav (Das Pensionat, 1860) Franze von Suppého, který vychází z opéry comique Vizitantky (Les Visitandines, 1792) Françoise Devienneho.

### Carmena poslední úspěchy

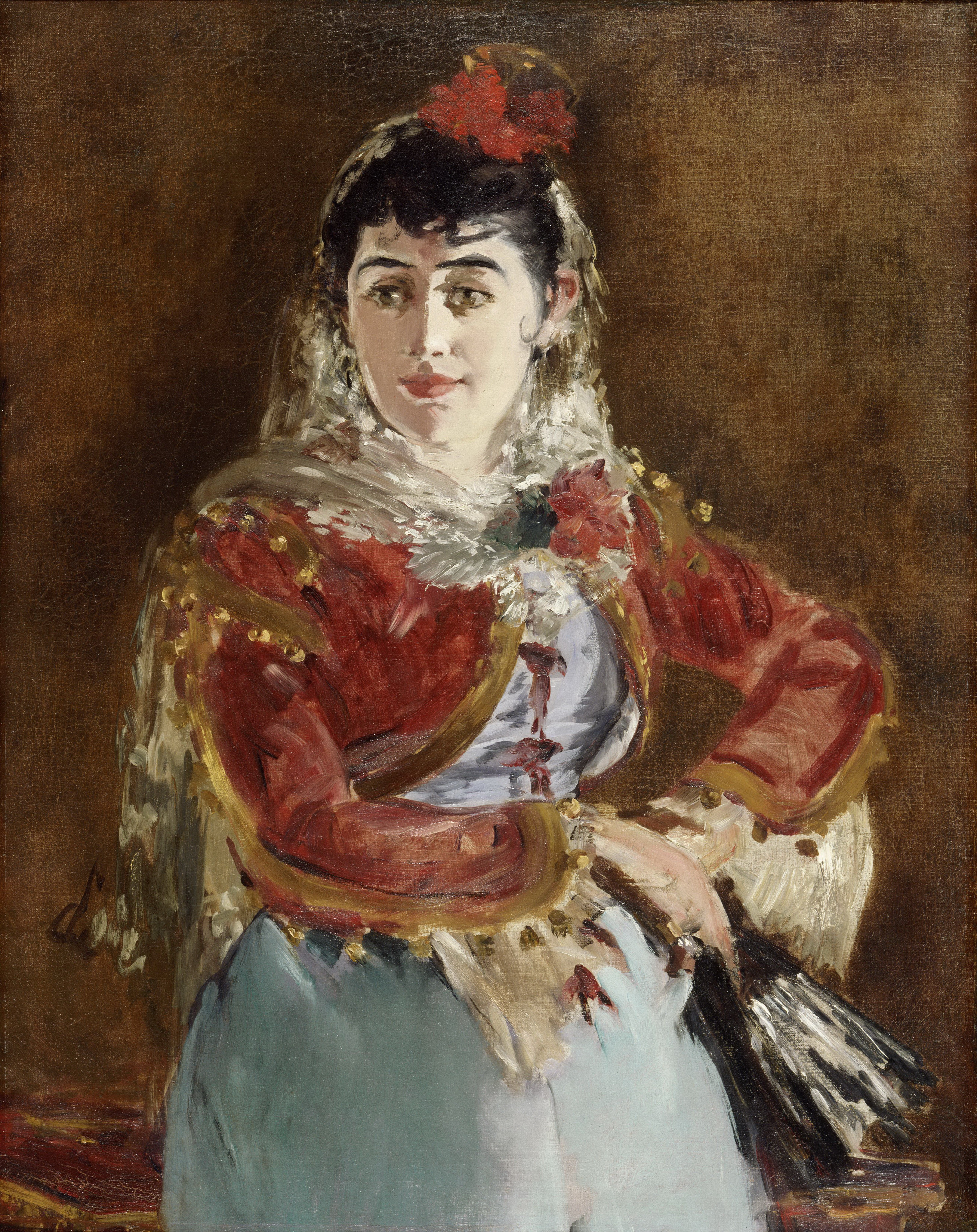
Emilie Ambre v cikánském kroji jako Carmen. Obraz Édouarda Maneta

Dějově i hudebně náročnější opéry comique se udržely tím, že nastoupily na místo, které dříve zaujímala grand opéra, jejíž potenciál se po Meyerbeerově smrti roku 1864 jevil vyčerpán. Mezi poslední významná díla tohoto oboru patří Faust (1859) Charlese Gounoda a Mignon (1866) Ambroise Thomase na náměty děl Johanna Wolfganga Goetha. S Carmen (1875) Georgese Bizeta se opéra comique stala opět vedoucím žánrem francouzské opery. Tradici, podle které byla opéra comique žánrem „prostých lidí“ a byla schopna předvádět i tragické osudy z tohoto prostředí, Carmen potvrdila a radikalizovala (neboť protagonistka popírá měšťanské hodnoty). To vyvolalo při premiéře skandál, současně ji to však udrželo aktuální.
Proti dobové tendenci však byly tradiční mluvené dialogy opéry comique. Zatímco se zpěvní party staly náročnějšími a herci je již nezvládali a operním pěvcům naopak činilo potíže mluvené slovo, vznikaly praktické inscenační těžkosti. Kromě toho bylo rozkouskování hudby považováno čím dále více za nepřiměřené pro důstojnost opery. To vedlo k tomu, že řada děl byla dodatečně "povýšena" doplněním recitativů nebo začlením větších baletních scén. Carmen sdílí osud dokomponovaných recitativů s Gounodovým Faustem a Offenbachovými Hoffmannovými povídkami (1881), které jsou považovány za poslední velké dílo žánru opéra comique.
Podobně jako v jiných prostředích (včetně českého) tak útvar opery s mluvenými dialogy v druhé polovině 19. století zaniká, respektive přechází ve dva od sebe vzdalující se proudy. Jeho nástupcem je na jedné straně prokomponovaná, umělecky ambiciózní opera přebírající témata tradičně obsazená opérou comique od komických přes romanticko-lyrické po tragické. Ve Francii je reprezentuje proud nazývaný opéra lyrique, drame lyrique nebo - v návaznosti na 17.-18. století - tragédie lyrique, jehož hlavním představitelem je Jules Massenet. Na druhé straně návrat ke komickým až fraškovitým tradicím rané opéry comique představuje zmíněná opéra bouffe, spojená ve Francii se jménem Jacquese Offenbacha, ale také třeba osobitá tvorba skladatele Andrého Messagera (1853-1929). V díle je zastoupena souběžně jak pravá - byť velmi pozdní - opéra comique, tak opéra lyrique.
Paradoxně dnes nejznámější a nejhranější opéry comique (Faust, Carmen, Hofmannovy povídky) pocházejí především z této poslední vývojové fáze, která má již s opérou comique 18. a první poloviny 19. století společné pouze mluvené dialogy. Tradiční opéra comique ve 20. století z repertoáru z velké části zmizela; na jeho okraji se udržela jen ojedinělá díla (Boieldieuova Bílá paní, Donizettiho Dcera pluku, Auberův Fra Diavolo, Adamův Postilion z Lonjumeau).

## Charakteristická díla
- Jean-Jacques Rousseau: Vesnický věštec, Fontainebleau 1752
- Egidio Duni: Dva lovci a mlékařka, Paříž 1763
- François-André Danican Philidor:
  - Blažej příštipkář, Paříž 1759
  - Čaroděj, Paříž 1764
  - Tom Jones, Paříž 1765
- Christoph Willibald Gluck:
  - Napravený opilec, Vídeň 1760
  - Oklamaný kádí, Vídeň 1761
  - Nenadálé setkání aneb Poutníci do Mekky, Vídeň 1764
- Pierre-Alexandre Monsigny: Zběh, Paříž 1769
- André-Ernest-Modeste Grétry:
  - Zemira a Azor, Paříž 1771
  - Richard Lví srdce, Paříž 1784
- Luigi Cherubini:
  - Médea, Paříž 1797
  - Vodař, Paříž 1800
- François-Adrien Boïeldieu:
  - Jan z Paříže, Paříž 1812
  - Bílá paní, Paříž 1825
- Daniel-François-Esprit Auber:
  - Zedník, Paříž 1825
  - Fra Diavolo, Paříž 1830
  - Černé domino, Paříž 1837
- Ferdinand Hérold: Zampa aneb Mramorová nevěsta, Paříž 1831
- Jacques Fromental Halévy: Blesk, Paříž 1835
- Adolphe Adam:
  - Postilion z Lonjumeau, Paříž 1836
  - Kdybych byl králem, Paříž 1852
- Gaetano Donizetti: Dcera pluku, Paříž 1840
- Hector Berlioz:
  - Benvenuto Cellini, 1. verze, Paříž 1838
  - Blažena a Beneš, Baden-Baden 1862
- Giacomo Meyerbeer:
  - Hvězda severu, Paříž 1854
  - Dinora, Paříž 1859
- Aimé Maillart: Poustevníkův zvonek, Paříž 1856
- Charles Gounod:
  - Lékař z donucení, Paříž 1858
  - Faust, 1. verze, Paříž 1859
- Ambroise Thomas: Mignon, Paříž 1866
- Georges Bizet:
  - Džamilé, Paříž 1872
  - Carmen, Paříž 1875
- Jacques Offenbach: Hoffmannovy povídky, Paříž 1881

## Opéra comique v pražském Národním divadle
Opéra comique hrála v prvotním repertoáru Národního divadla významnou úlohu; některé inscenace byly ještě převzaty z Prozatímního divadla. Před přelomem 19. a 20. století je navíc v repertoáru hojně doplňovala díla J. Offenbacha a také francouzská opereta (Hervé, Lecocq, Varney...), která poté, co vedení opery Národního divadla převzal Karel Kovařovic, zcela vymizela. Celkově bylo uvedeno 19 titulů 12 skladatelů (Adam, Auber, Bizet, Boieldieu, Donizetti, Gounod, Grisar, Hérold, Maillart, Méhul, Messager, Meyerbeer). Meziválečné období je charakterizováno redukcí repertoáru na hudebně nejcennější díla, jediným obohacením byla představení Cherubiniho Vodaře v sezóně 1932/33 na památku padesátého výročí založení Prozatímního divadla, jehož operní soubor zahajoval právě Vodařem. Opéra comique byla v té době uváděna především na jevišti Stavovského divadla. Poté však opéra comique z repertoáru mizí, posledním uvedeným dílem byl Auberův Fra Diavolo na počátku doby protektorátu. Jeho derniéra 29. ledna 1940 byla dosud posledním představením klasické opéry comique v Národním divadle. Poválečná doba byla charakterizována silnou redukcí šíře repertoáru, kde na opéru comique nezbylo místo. To se od 90. let 20. století změnilo, ale novodobá praxe uvádění oper v originálním jazyce není příznivá pro uvádění oper s mluvenými dialogy.
Historicky nejoblíbenějšími operami tohoto žánru byl právě Fra Diavolo, který se v Národním divadle hrál 79krát. Po něm následuje Boieldieuova Bílá paní s 51 představeními, Maillartův Poustevníkův zvonek s 49 a Adamův Postilion z Lonjumeau s 35 představeními.
Do statistiky nejsou započteny opery z 2. poloviny 19. století, které byly sice původně napsány jako opéry comique, ale v Národním divadle byly uváděny již v pozdější verzi s recitativy. Přitom do konce sezóny 2009/2010 byla Thomasova Mignon uvedena 219krát, Offenbachovy Hoffmannovy povídky 255krát, Gounodův Faust 385krát a Carmen dokonce 954krát, tedy mnohem vícekrát než tradiční zástupci žánru.
| sezóna  | představení | sezóna    | představení | sezóna  | představení | sezóna  | představení |
| ------- | ----------- | --------- | ----------- | ------- | ----------- | ------- | ----------- |
| 1883-84 | 0           | 1898-99   | 4           | 1913-14 | 3           | 1928-29 | 5           |
| 1884-85 | 6           | 1899-1900 | 7           | 1914-15 | 7           | 1929-30 | 10          |
| 1885-86 | 3           | 1900-01   | 10          | 1915-16 | 2           | 1930-31 | 13          |
| 1886-87 | 15          | 1901-02   | 3           | 1916-17 | 14          | 1931-32 | 6           |
| 1887-88 | 6           | 1902-03   | 6           | 1917-18 | 2           | 1932-33 | 7           |
| 1888-89 | 7           | 1903-04   | 9           | 1918-19 | 0           | 1933-34 | 0           |
| 1889-90 | 10          | 1904-05   | 16          | 1919-20 | 0           | 1934-35 | 0           |
| 1890-91 | 9           | 1905-06   | 0           | 1920-21 | 3           | 1935-36 | 0           |
| 1891-92 | 8           | 1906-07   | 8           | 1921-22 | 5           | 1936-37 | 0           |
| 1892-93 | 24          | 1907-08   | 1           | 1922-23 | 1           | 1937-38 | 0           |
| 1893-94 | 0           | 1908-09   | 0           | 1923-24 | 20          | 1938-39 | 2           |
| 1894-95 | 4           | 1909-10   | 7           | 1924-25 | 7           | 1939-40 | 6           |
| 1895-96 | 1           | 1910-11   | 12          | 1925-26 | 2           |         |             |
| 1896-97 | 2           | 1911-12   | 10          | 1926-27 | 16          |         |             |
| 1897-98 | 13          | 1912-13   | 13          | 1927-28 | 7           |         |             |